# آندریا پاپتی
آندریا پاپتی (انگلیسی: Andrea Papetti؛ زادهٔ ۳ ژوئیهٔ ۲۰۰۲) بازیکن فوتبال اهل ایتالیا است.
از باشگاه‌هایی که در آن بازی کرده‌است می‌توان به باشگاه فوتبال اینتر میلان اشاره کرد.
وی همچنین در تیم ملی فوتبال زیر ۲۰ سال ایتالیا بازی کرده‌است.